# Walkerith
Walkerith – osada i civil parish w Anglii, w Lincolnshire, w dystrykcie West Lindsey. W 2001 civil parish liczyła 59 mieszkańców.